# Isidro Fabela
José Isidro Fabela Alfaro (28 juin 1882 - 12 août 1964) est un juge, homme politique, professeur, écrivain, éditeur, diplomate mexicain. 
Il est membre du groupe d'intellectuels opposés au régime de Porfirio Díaz, l'Ateneo de Juventud, groupe qui comprend également José Vasconcelos et Diego Rivera. Il est lié au leader révolutionnaire Venustiano Carranza et occupe de nombreux postes importants au sein du gouvernement mexicain.

## Biographie

### Enseignement/études
Il est né à Atlacomulco, dans l'État de Mexico et obtient son diplôme en droit de l'École nationale de droit de l'Université nationale autonome du Mexique (UNAM) en 1908. Fabela retourne enseigner à l'UNAM en 1921, dans son alma mater, la National Law School, où il enseigne le droit international public. Avant d'enseigner à l'UNAM, Fabela est professeur d'histoire à l'Institut national de Chihuahua entre 1911 et 1913, et professeur à l'Institut littéraire du Mexique de 1912 à 1913.

### À l'époque de la Révolution mexicaine
Isidro Fabela occupe divers postes au sein du gouvernement local. Son premier poste est étroitement lié à son travail d'avocat, en tant que défenseur public en chef du district fédéral (État de Mexico) en 1911. La même année, il est élu Official Mayor et secrétaire général de Chihuahua où il sert jusqu'en 1913. En 1913, il est élu Official Mayor et secrétaire général du gouvernement de l'État de Sonora. De 1912 à 1914, Fabela est député fédéral de l'État de Mexico, poste qu'il occupe à nouveau de 1922 à 1923. En 1942, Fabela est élu gouverneur de l'État de Mexico et occupe ce poste jusqu'en 1945. En 1946, Fabela est élu au poste de sénateur de l'État de Mexico. Fabela démissionne de son poste après avoir préparé Adolfo López Mateos à assumer ce rôle et après avoir été nommé au poste de juge à la Cour internationale de justice .
En 1913, Isidro s'enfuit brièvement du Mexique à Cuba après avoir appelé les ministres du gouvernement à cesser leurs actions, en particulier la « détention arbitraire » du rédacteur en chef d'El Voto. Depuis Cuba, le New York Times rapporte que Fabela a déclaré : « L'attitude des États-Unis, qui ne reconnaissent pas le gouvernement du président Huerta, entraînera la chute prématurée de l'administration actuelle au Mexique. » 

### Postes internationaux

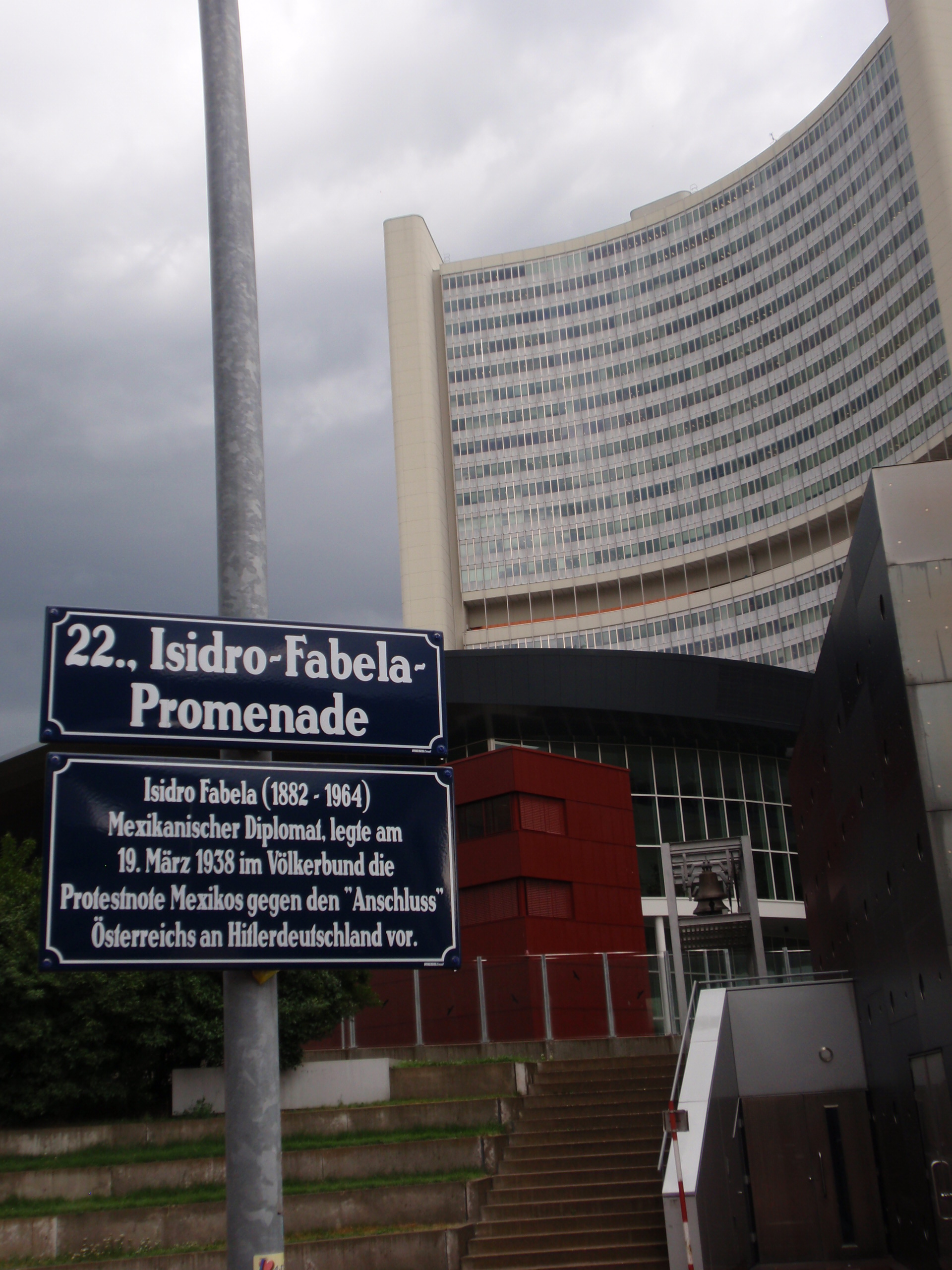
Promenade à Vienne-Donaustadt nommée en l'honneur d'Isidro Fabela : « diplomate mexicain, qui présenta le 19 mars 1938 à la Société des Nations une note de protestation du Mexique contre « l'annexion » de l'Autriche à l'Allemagne hitlérienne. »

Isidro Fabela occupe de nombreux postes internationaux, le premier d'entre eux étant celui de secrétaire aux relations extérieures du gouvernement de Venustiano Carranza de 1913 à 1915 . À ce titre, il est souvent cité comme agissant comme censeur pour Carranza, filtrant qui peut le voir, et dans quelles conditions, ainsi que les questions que la presse pourrait poser à Carranza. Fabela est connu pour avoir défendu la mort de William S. Benton, un citoyen étranger et propriétaire foncier qui a été exécuté par Rodolfo Fierro sous les ordres du général Pancho Villa, défendant l'action de Villa et le manque de réponse du gouvernement. En plus d'être secrétaire aux Relations étrangères, Fabela est diplomate spécial en Italie et en Espagne en 1915. L'année suivante, il est choisi comme ministre en Argentine, au Brésil, au Chili et en Uruguay. De 1918 à 1920, Fabela est ambassadeur spécial en Argentine.
En 1937, Fabela est choisi comme délégué mexicain auprès du Bureau international du travail de la Société des Nations, où il sert jusqu'en 1940. En 1938, en tant que ministre et porte-parole de la délégation mexicaine, il dénonce l'annexion de l'Autriche par l'Allemagne nazie.
De 1937 à 1940, Isidro Fabela est chef de la délégation mexicaine auprès de la Société des Nations à Genève. En cette qualité, il présente au nom du ministre mexicain des Affaires étrangères Eduardo Hay, le 19 mars 1938, formulé par lui, une note officielle de protestation contre l'occupation de l'Autriche par les troupes de la Wehrmacht allemande. Le Mexique est le seul pays au monde à protester officiellement contre l'annexion de l'Autriche devant la Société des Nations.
Pour commémorer cet acte, après la guerre, dans le quartier viennois de Donaustadt, une promenade du complexe UNO-City, où se trouve le siège viennois des Nations Unies, est nommée en son honneur. Fabela est, aux côtés de Gilberto Bosques, le sauveur de nombreux Autrichiens persécutés pendant l'ère nazie, le deuxième diplomate mexicain à recevoir cet honneur.
Lors de son séjour à Genève, Fabela conteste également la manière dont le principe de non-intervention de la Société des Nations est appliqué dans la guerre civile espagnole, affirmant qu'une distinction claire devait être faite entre les auteurs et les victimes de l'agression, et que la République espagnole méritait le soutien international.
Après la Seconde Guerre mondiale, alors qu'il est sénateur de l'État de Mexico, Fabela est nommé juge à la Cour internationale de Justice en 1946 ; il occupe ce poste jusqu'en 1952.

### Écrivain
Isidro Fabela est connu pour avoir fondé deux périodiques et publié plusieurs livres. En 1910, Fabela fonde le journal La Verdad et en 1914, le journal El Pueblo. Il a également publié les livres suivants :
- La tristeza del amor
- Los prescursores de la diplomacia mexicana
- Historia diplomática de la Revolución Mexicana
- Documentos históricos de la Revolución Mexicana
- Mis memorias de la Revolución